# Экосольвентные чернила
Экосольве́нтные черни́ла — чернила из группы чернил на основе растворителей (сольвентов) для струйных широкоформатных принтеров, отличающиеся содержанием в составе несущей жидкости гликолей или гликолевых эфиров.

## Классификация
Чернила на основе растворителей принято классифицировать по степени токсичности и агрессивности компонентов:
1. Сольвентные, жёсткосольвентные (solvent, hard-solvent) — наиболее агрессивные и токсичные компоненты, обеспечивающие максимальную для данного вида чернил устойчивость к внешним воздействиям и максимальную широту выбора носителя печати. Содержат в своем составе компонент циклогексанон, признанный вредным для человека и окружающей среды. Помещение, в котором осуществляется печать таким типом чернил, должно быть проветриваемым, а работники печати должны применять средства индивидуальной защиты. Применяются для печати наружной рекламы широких и сверхшироких форматов (3-5 м) низкого разрешения (360 dpi) с крупным размером капли (40-80 пл). Продукт печати обладает резким запахом и не может использоваться для интерьерной печати. Стоимость — самая низкая среди чернил на базе растворителей.
2. Низкосольвентные (mild-solvent, low-solvent, soft-solvent, lite-solvent) — отличаются пониженным или нулевым содержанием циклогексанона, меньшим запахом готового продукта, меньшим воздействием на экологию и человека. По-прежнему требуют применения средств индивидуальной защиты и вентиляции при печати. Позволяют печатать с лучшим качеством (720 dpi) для вентилируемых интерьеров. Стоимость больше, чем у жёсткосольвентных.
3. Экосольвентные чернила (eco-solvent) — чернила с низким содержанием летучих органических соединений и особо мелкими частицами пигмента. Отличаются слабым запахом или его отсутствием, содержанием менее вредных для экологии и человека растворителей, при сохранении требований к использованию систем вентиляции при печати. Позволяют печатать с высоким разрешением (1440 dpi) и обеспечивать интерьерное и фотографическое качество. Стоимость оборудования для печати такими чернилами ниже аналогов, а стоимость самих чернил — выше.
4. Биосольвентные чернила (BIO solvent, bio-solvent) — чернила, производимые из растительного сырья (зерновые, кукуруза), позиционируются как не содержащие агрессивных растворителей и наиболее безопасные в группе чернил на основе растворителя.
Все типы сольвентных чернил используются только в устройствах с пьезоэлектрическими печатающими головками.

## Характеристики и сравнения
Использование менее агрессивных растворителей уменьшает токсичность производимых во время печати испарений, но увеличивает время высыхания по сравнению с другими чернилами на основе растворителей. В отличие от пигментных чернил и чернил на водной основе такие чернила могут быть использованы для печати непосредственно на виниловые поверхности. В результате химического реагирования растворитель в составе несущей жидкости разъедает поверхность, на которую осуществляется печать, доставляет вглубь материала пигмент, а затем испаряется. Такой принцип доставки и закрепления пигмента используется при любом виде печати всеми красками на основе растворителей.

## Ограничение оборота в России
Многие экосольвентные чернила содержат гамма-бутиролактон, который классифицируется как психотропное вещество с 22 февраля 2012 года. Его незаконный оборот ограничен, а нелицензированная продажа, покупка или любое другое использование наказывается лишением свободы на срок до 20 лет. Данное ограничение ставит в рисковое положение поставщиков чернил.